# Strandmann

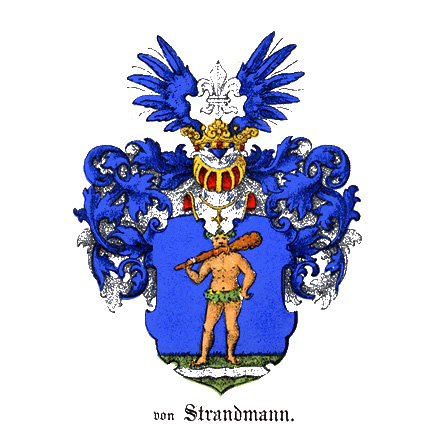
Wappen derer von Strandmann

Strandmann, auch Strandtmann, ist der Name eines livländischen Adelsgeschlechts. Die Familie besteht gegenwärtig fort.

## Geschichte
Die Stammreihe der Familie beginnt in Riga mit David Strandtmann (* 1630, † 1693). Gustav (von) Strandmann (* 1704, † 1778), Enkel des zuvor genannten, war Herr auf Kroppenhof, Zirsten und Teutschenbergen, sowie kaiserlich russischer Kapitän a. D., wurde am 6. Mai 1740 in Luxemburg in den Reichsadelsstand gehoben. Im Jahre 1750 wurde er in die livländische Ritterbank (Nr. 174) aufgenommen.
In der Folgegeneration teilte sich die Familie in eine ältere Linie, gestiftet von Gustav Ernst von Strandmann (* 1742; † 1803) und eine jüngere Linie, gestiftet von Otto Magnus von Strandmann (* 1746; † 1827), Herr Zirsten und Teutschenbergen in Livland, sowie Hackhof in Estland, kaiserlich russischer Generalleutnant. Otto Karl Friedrich von Strandmann (* 1789; † 1840), Sohn des zuvor genannten, Herr auf Hackhof und Erras, kaiserlich russischer Oberstleutnant, immatrikulierte sich am 24. Februar 1827 in die Estländische Ritterschaft.

## Wappen
Das Stammwappen von 1740 zeigt in Blau auf grünem Rasen, durch den sich ein schmaler silberner Strom zieht, stehend ein um Haupt und Lenden grün bekränzter wilder Mann mit geschulterter Keule.
Auf dem Helm mit blau-silbernen Decken eine silberne Lilie zwischen offenem blauen Flug.

## Angehörige
- Gustav Heinrich von Strandmann (1704–1778)
  - Gustav Ernst von Strandmann (1742–1803), russischer General der Infanterie und Generalgouverneur von Sibirien
    - Karl Gustav von Strandmann (1787–1855), russischer General der Kavallerie
      - Konstantin Karl Gustav von Strandmann (1829–1913), russischer General der Kavallerie
      - Nikolai von Strandmann (1835–1900), russischer Generalleutnant, Kommandant von Zarskoje Selo
      - Karl Gustav Eduard von Strandmann (1838–1891), russischer Generalleutnant

    - Gustav Magnus von Strandmann (1794–1813), russischer Generalleutnant

  - Otto Magnus von Strandmann (1746–1827), russischer Generalleutnant
    - Otto Karl Friedrich von Strandmann (1789–1840), russischer Oberstleutnant
      - Gustav Magnus Eduard von Strandmann (1827–1893),  Erbherr auf Zirsten und Teutschenbergen
        - Friedrich Magnus Arvid von Strandmann (1858–1926), livländischer Landrat, Oberdirektor der livländischen Güterkreditsozietät und Präsident des livländischen evangelisch-lutherischen Konsistoriums